# باش‌اوبا (هوپا)
باش‌اوبا (به لاتین: Başoba) یک منطقهٔ مسکونی در ترکیه است که در هوپا واقع شده‌است. باش‌اوبا ۵۸۵ نفر جمعیت دارد.